# Adrian Gross
Adrian Gross (født 14. januar 1985) er en amerikansk basketballspiller, der i 2008/2009 sæsonen spillede for Team FOG Næstved i Canal Digital Ligaen.
Adrian Gross spiller med sine 200 cm center.